# Arzal
Arzal település Franciaországban, Morbihan megyében. Lakosainak száma 1794 fő (2022. január 1.). Arzal Marzan, Férel, Camoël, Pénestin és Muzillac községekkel határos.

## Népesség
A település népességének változása:
| Lakosok száma | 883  | 877  | 930  | 1321 | 1567 | 1607 | 1656 | 1682 | 1699 | 1794 |
|               | 1968 | 1982 | 1990 | 2006 | 2013 | 2015 | 2017 | 2019 | 2020 | 2022 |